# 高木保興
髙木 保興（たかぎ やすおき、1945年- ）は、日本の経済学者。専門は開発経済学。放送大学名誉教授。

## 来歴
大連（中華人民共和国）に生まれる。1968年3月に大阪大学経済学部を卒業。1970年3月に同大学大学院経済学研究科博士前期課程を修了。1975年12月に米国・ヴァンダービルト大学よりPh.D。1976年4月に同志社大学経済学部専任講師に採用され、1978年10月に助教授、1982年4月に教授へ昇任し、1996年4月に東京大学大学院総合文化研究科教授、1999年4月に同大学大学院新領域創成科学研究科教授に就任した。2005年4月に放送大学教授、2015年3月31日に退職。放送大学名誉教授。専攻は開発経済学。

### 学歴
- 1968(昭和43)年3月大阪大学経済学部卒業
- 1970(昭和45)年3月大阪大学大学院経済学研究科博士前期課程修了
- 1975(昭和50)年12月米国・ヴァンダービルト大学 Ph.D

### 職歴
- 1976(昭和51)年4月同志社大学経済学部専任講師
- 1978(昭和53)年10月同志社大学経済学部助教授
- 1982(昭和57)年4月同志社大学経済学部教授
- 1996(平成8)年4月東京大学大学院総合文化研究科教授
- 1999(平成11)年4月東京大学大学院新領域創成科学研究科教授
- 2005(平成17)年4月放送大学教授
- 2015(平成27)年3月放送大学名誉教授

## 主な著書
- 『開発途上国の経済分析 : 二重構造・開発援助・累積債務』高木保興 著 東洋経済新報社 1988年
- 『開発経済学』高木保興 著 有斐閣 1992年
- 『アジアの経済発展 : ASEAN・NIEs・日本』猪木武徳, 高木保興 共編著 同文館 1993年
- 『開発経済学の新展開』高木保興 著 有斐閣 2002年
- 『国際協力学』高木保興 編著 東京大学出版会 2004年
- 『国際社会研究 1 : 開発経済学』高木保興 著 放送大学教育振興会 2005年
- 『市民と社会を考えるために』天川晃, 高木保興, 浅川達人 共編著 放送大学教育振興会 2007年
- 『途上国の開発』高木保興, 河合明宣 共編著 放送大学教育振興会 2007年
- 『市民と社会を生きるために--実践のすすめ--』共著 編著者 高橋和夫・坂井素思 放送大学教育振興会 2009年
- 『途上国の開発政策』高木保興 著 放送大学教育振興会 2009
- 『市民と社会を考えるために（改訂版）』天川晃, 高木保興 共編著 放送大学教育振興会 2011年
- 『途上国を考える』髙木保興, 河合明宣 共編著 放送大学教育振興会 2014年
- 『グローバル化と私たちの社会』共著 放送大学教育振興会 2015年

### 翻訳
- 『経済学と意味論』フリッツ・マッハルプ 著 ; マートン・ミラー 編 ; 安場保吉, 高木保興 訳 日本経済新聞社 1982年